# Anomoporia ambigua
Anomoporia ambigua är en svampart som beskrevs av A. David & Gilles 1987. Anomoporia ambigua ingår i släktet Anomoporia och familjen Fomitopsidaceae.   Inga underarter finns listade i Catalogue of Life.